# Xa lộ Liên tiểu bang 12
Xa lộ Liên tiểu bang 12 (tiếng Anh: Interstate 12 hay viết tắt là I-12) là một xa lộ liên tiểu bang nội tiểu bang nằm hoàn toàn bên trong tiểu bang Louisiana. I-12 bắt đầu trong thành phố Baton Rouge tại Xa lộ Liên tiểu bang 10, và đi dọc theo bờ phía bắc của Hồ Pontchartrain trước khi kết thúc tại điểm giao cắt với Xa lộ Liên tiểu bang 10 và Xa lộ Liên tiểu bang 59 gần Slidell. I-12 chỉ dài 85 dặm giữa thành phố Baton Rouge và Slidell trong khi đó I-10 có đến 108 dặm đường giữa cùng hai điểm, vì vậy I-12 rất đông xe cộ vì đây là con đường tắt cho xe cộ di chuyển trên I-10. I-12 có 6 làn xe từ đầu phía tây của nó cho đến Lối ra số 7 là nơi nó chỉ còn có 4 làn xe cho đến điểm đầu phía đông của nó.
Năm 1993, lập pháp tiểu bang đặt tên lại cho Xa lộ Liên tiểu bang 12 là Xa lộ Công viên Cộng hòa Tây Florida. Năm 2003, các biển dấu có tên chính thức của xa lộ và cờ của Cộng hòa Tây Florida được Bộ Giao thông và Phát triển Louisiana dựng lên để tô đậm nét lịch sử độc đáo vùng "các quận Florida"  của Louisiana.
Đối với một xa lộ liên tiểu bang chính (2 chữ số là xa lộ chính và 3 chữ số là xa lộ phụ trợ), thì đây là xa lộ tương đối ngắn vì chỉ dài khoảng 85 dặm (137 km). Trong khi Xa lộ Liên tiểu bang 19, Xa lộ Liên tiểu bang 66, Xa lộ Liên tiểu bang 97, và Xa lộ Liên tiểu bang 99 (chỉ mới hoàn thành một phần) đều ngắn hơn nó nhưng không có xa lộ nào có đến hai điểm đầu nằm trên cùng một xa lộ (I-10). So sánh chiều dài của I-12 với chiều dài 73,5 dặm (118,3 km) của I-295 tại New Jersey và Delaware, hay chiều dài 72,8 dặm (117,2 km) của I-405 tại California, hay thậm chí chiều dài 132 dặm (212 km) của I-476 tại Pennsylvania, tất cả đều là xa lộ liên tiểu bang phụ (xa lộ có 3 chữ số là phụ).

## Mô tả xa lộ

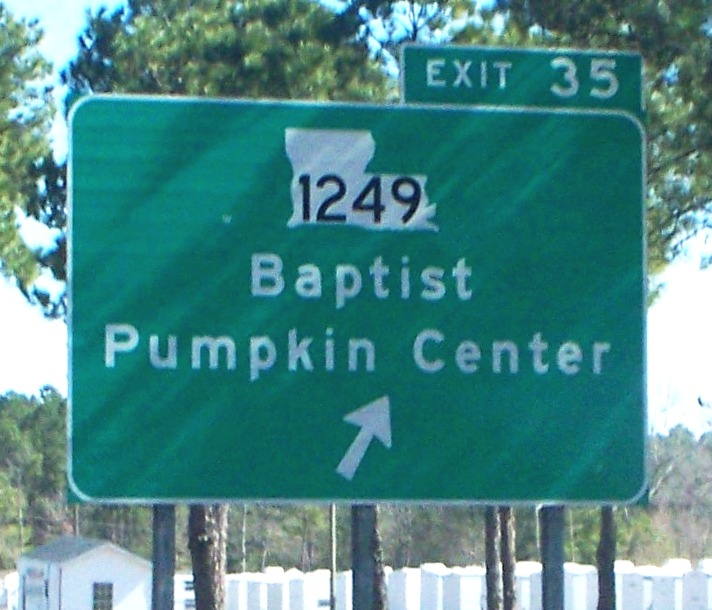
Lối ra chiều đi hướng đông của I-12 đến Xa lộ Louisiana 1249 dẫn đến các cộng đồng Baptist và Pumpkin Center

I-12 bắt đầu tại phía đông phố chính của thành phố Baton Rouge ở nút giao thông khác mức với I-10, khi đó I-10 đi về hướng thành phố New Orleans, Louisiana còn I-12 đóng vai trò như một xa lộ tránh tạm thời không đi qua vùng thành phố New Orleans. I-12 tiếp tục đi hướng đông qua các khu ngoại ô của thành phố Baton Rouge trước khi chuyển tiếp thành một xa lộ liên tiểu bang nông thôn cho phần còn lại chiều dài của nó. Nó tạo thành một nút giao thông lập thể với I-55 gần thành phố Hammond. Phía đông Hammond, xa lộ đi qua gần bờ bắc của Hồ Pontchartrain, và vượt qua những con ghềnh thác cảnh quang như Sông Tangipahoa ở phía nam Robert, Lạch Sims ở đông nam Goodbee, và Sông Tchefuncte ở phía bắc Madisonville. I-12 kết thúc tại điểm nó gặp lại I-10 và nó cũng gặp điểm đầu phía nam của I-59 tại đây, gần thành phố Slidell.

## Lịch sử
Xa lộ Liên tiểu bang 12 được đưa vào Hệ thống Xa lộ Liên tiểu bang vào ngày 17 tháng 10 năm 1957, khi đó I-12 chạy từ I-10 trong thành phố Baton Rouge đến I-59 ở phía bắc thành phố Slidell. Vào giữa thập niên 1960, các xa lộ được điều chỉnh lại như hiện nay với cả hai I-12 và I-59 kết thúc tại I-10 gần thành phố Slidell.
Vì Cầu đôi trên I-10 bắt qua Hồ Pontchartrain bị hư hại nặng sau Bão Katrina, I-12 tạm thời được sử dụng thay cho I-10. Ngày 14 tháng 10 năm 2005, nhịp cầu đi hướng đông của I-10 bắt qua Hồ Pontchartrain thông xe cho cả hai chiều. Nhịp cầu đi hướng tây của I-10 tái thông xe ngày 6 tháng 1 năm 2006, với tốc độ, trọng lượng và khổ xe bị hạn chế, giúp giảm lượng xe quá nhiều trên I-12 trong đoạn từ Đường đê Hồ Pontchartrain đến chỗ giao cắt với I-10 và I-59.

## Mở rộng và cải tiến
Năm 2009, một dự án được động thổ để mở rộng I-12 từ Nút giao thông lập thể O'Neal Lane (lối ra số 7) đến nút giao thông lập thể Xa lộ Louisiana 447 tại Walker, Louisiana. Đường hẹp hiện tại khiến cho xe cộ bị kẹt đến vài dặm.
Cũng trong năm 2010, công cuộc xây dựng bắt đầu tại cầu vượt Xa lộ Louisiana 1088 trong Quận St. Tammany để làm một lối ra. Dự án hoàn thành có xa lộ LA 1088 vượt bên trên I-12 được mở rộng. Lối ra này được xây dựng để giảm ùn tắc trên các lộ địa phương và tạo một con đường trực tiếp hơn đến trường Trung học Lakeshore mới vừa mở.
Năm 2011, các giới chức bắt đầu xây dựng thêm một làn xe thứ ba mỗi chiều trên I-12 từ Cầu Vincent's Bayou đến nơi ba xa lộ I-10/I-12/I-59 tác ra.